# Шёвалль и Валё

Пер Валё и Май Шёвалль

Супруги Май Шёвалль и Пер Валё — шведские писатели-соавторы, авторы детективного жанра. Совместно написали серию романов о работе отдела по расследованию убийств полиции Стокгольма под руководством Мартина Бека.

## Биографические данные
- Пер Валё (швед. Per Fredrik Wahlöö, 1926—1975) родился в приходе Тёлё[швед.] неподалёку от Гётеборга (Швеция). Его отцом был журналист и писатель Вальдемар Валё[швед.] (1889—1982). С 1946 года работал в различных шведских газетах и журналах репортёром по спортивной и уголовной хронике. В 1950-е годы участвовал во многих движениях, в основном, леворадикального толка, в том числе и за границей, в частности, в Испании, что закончилось его высылкой из страны в 1957 году как персоны нон грата. После возвращения в Швецию Валё работал сценаристом на радио и телевидении; являлся также редактором нескольких журналов. Как писатель дебютировал в 1959 романом «Коза божья» (Himmelsgeten), в котором, как и в его последующих произведениях — «Ветер и дождь» (Vinden och regnet), «Грузовик» (Lastbilen), «Миссия» (Uppdraget), «Розы не растут на Оденплан» (Det växer inga rosor på Odenplan), «Генералы» (Generalerna) — критиковались злоупотребления властью и тёмные стороны буржуазного общества, как в Швеции, так и в других странах, в том числе, вымышленных. Русскому читателю из их числа известны только две откровенно мрачные антиутопии с инспектором Йенсеном в качестве главного героя: «Убийство на 31-м этаже» (Mord på 31:a våningen; в русском переводе — «Гибель 31-го отдела») и «Стальной прыжок» (Stälspranget), неоднократно издававшиеся в сборниках детективов и научной фантастики. Среди прочих работ за Валё числятся переводы на шведский нескольких романов, в частности, детективов Эвана Хантера (Эда Макбейна), и политических триллеров, а также социологические исследования, посвящённые сравнительному изучению методов работы полиции в Швеции, США, Англии и СССР. Умер П. Валё в 1975 году в Мальмё, в возрасте неполных 49 лет от панкреатита (согласно другим данным, от рака поджелудочной железы).
- Май Шёвалль (швед. Maj Sjöwall, 1935—2020) родилась в Мальмё. Изучала журналистику и графику, затем работала репортёром и художественным редактором в ряде газет и журналов. С 1959 по 1961 год работала редактором издательства Wahlstrüm and Widstrad, а также литературным критиком. М. Шёвалль и П. Валё встретились в 1961 году, когда оба они работали в одном журнале. В 1962 году они поженились и затем, после рождения двух сыновей, Тетца и Йенса, задумали цикл криминальных романов, объединённых общими персонажами во главе с ассистентом комиссара полиции (в дальнейшем — комиссаром[англ.]) Мартином Беком. Писали, по их словам, «когда укладывали детей спать», параллельно по-прежнему работая редакторами журналов. Серия романов была начата в 1965 году с «Розанны», а закончена спустя 10 лет книгой «Террористы» (была издана уже после смерти П. Валё). Сотрудничество П. Валё и М. Шёвалль было основано на их журналистском опыте, обусловившем специфический стиль романов, для которого характерны краткость, чёткость и детализация. По мысли самого П. Валё целью цикла было «использовать детектив как скальпель, вскрывающий пороки доведённого до идеологической нищеты и морального краха так называемого „общества всеобщего благосостояния“». И тот, и другая были приверженцами марксизма, хотя и не состояли членами Коммунистической партии, образцовым обществом для них было восточногерманское. После смерти Валё она написала всего две книги: «Женщина, похожая на Грету Гарбо» (Kvinnan som liknade Greta Garbo, 1990 — художественная биография великой актрисы шведского происхождения) и «Последняя поездка и другие рассказы» (Sista resan och andra berättelser, 2007).

## Cерия о Мартине Беке

### Список книг
| №  | Год  | Название | Описание | Экранизация |
| -- | ---- | --- | --- | --- |
| 1  | 1965 | «Розанна» / «Розанн» (Roseanna)                                                                                        | При расчистке шлюза найдено обнаженное тело женщины, установить её личность сложно.                                                           | - «Розанна» (Швеция, 1967), режиссёр Hans Abramson, в роли Бека — Кеве Хьелм - «Розанна» (Швеция, 1993), режиссёр Daniel Alfredson, в роли Бека — Йёста Экман. Первый из серии 6 фильмов с Экманом.                               |
| 2  | 1966 | «Человек, который испарился» / «Швед, который исчез» (Mannen som gick upp i rök)                                       | Мартина Бека неофициально отправляют за железный занавес, в Венгрию, чтобы отыскать исчезнувшего командировочного журналиста.                 | - «Швед, пропавший без вести» / «Mannen som gick upp i rök» / «Der Mann, der sich in Luft auflöste» / «A svéd, akinek nyomaveszett» (ФРГ, Швеция, Венгрия, 1980) — режиссёр Петер Бачо. В роли Бека — Дерек Джекоби.              |
| 3  | 1967 | «Человек на балконе» / «Мужчина на балконе» (Mannen på balkongen)                                                      | Мужчина стоит на балконе и разглядывает детей. Потом в парках находят трупы детей. Основано на истории реального маньяка Й. И. Левгрена (sv). | - «Человек на балконе» / «Mannen på balkongen» (Швеция, 1993) — режиссёр Daniel Alfredson. В роли Бека — Йёста Экман |
| 4  | 1968 | «Смеющийся полицейский» / «Рейс на эшафот» / «В тупике» (Den skrattande polisen)                                       | Групповое убийство в автобусе в Стокгольме.                                                                                                   | - «The Laughing Policeman» (США, в главной роли Уолтер Маттау, США, 1973) — режиссёр Stuart Rosenberg. Действие перенесено из Швеции в Сан-Франциско.                                                                             |
| 5  | 1969 | «Пропавшая пожарная машина» / «Исчезнувшая пожарная машина» / «Человек по имени Как-его-там» (Brandbilen som försvann) | Расследование пожара, в котором гибнет несколько человек.                                                                                     | - «Brandbilen som försvann» (Швеция, 1993) — режиссёр Hajo Gies. в роли Бека — Йёста Экман. |
| 6  | 1970 | «Полиция, полиция, картофельное пюре!»(Polis, polis, potatismos!)                                                      | Богатого и популярного бизнесмена застреливают на глазах у публики в ресторане.                                                               | - «Незаконченный ужин» (телефильм, Рижская киностудия, СССР, 1979). В гл. роли Ромуалдс Анцанс - «Убийство в Савойе» / «Polis, polis, potatismos» (Швеция, 1993) — режиссёр Pelle Berglund. В роли Бека — Йёста Экман             |
| 7  | 1971 | «Негодяй из Сефлё»(Den vedervärdige mannen från Säffle)                                                                | Больного убивают штыком. | - «Человек на крыше» / «Den vedervärdige mannen från säffle» (Швеция, 1976) — режиссёр Bo Widerberg. В гл. роли Carl-Gustaf Lindstedt.                                                                                            |
| 8  | 1972 | «Запертая комната»(Det slutna rummet)                                                                                  | Смерть в запертой комнате и ограбление банка.                                                                                                 | - «Záhada zamceného pokoje» (телефильм, Чехословакия, 1986) - «Бек — закрытая комната» / Det slutna rummet (Нидерланды, 1993) — режиссёр Jacob Bijl. В гл. роли Jan Decleir                                                       |
| 9  | 1972 | «Убийца полицейских» / «Подозревается в убийстве» (Polismördaren)                                                      | В маленьком городке без вести пропадает женщина, а рядом живет досрочно освобожденный.                                                        | - «Polismördaren» (Швеция, 1994), режиссёр Peter Keglevic. В роли Бека — Йёста Экман |
| 10 | 1975 | «Террористы»(Terroristerna)                                                                                            | Убийство порнорежиссера и борьба с международными террористами. Напечатано после смерти Валё.                                                 | - «Стокгольмский марафон» / «Terroristerna» (Швеция, 1994), режиссёр Peter Keglevic, в роли Бека — Йёста Экман |
|    |      | | | Также существует сериал «Комиссар Мартин Бек» (7 сезонов из 38 эпизодов, в роли Бека — Питер Абер, Швеция, 1997; 2001; 2006; 2009; 2015; 2018). Не основан на сюжетах книг о Беке, только использует описанные в цикле персонажи. |

### Основные персонажи
- Мартин Бек
- Леннарт Колльберг[швед.] — инспектор полиции из отдела Мартина Бека, его старый товарищ. Колльберг никогда не упускает случая хорошо поесть («он хорошо знал, что для того, чтобы похудеть, нужно есть понемногу, но часто, и усердно выполнял вторую половину этого правила») и с годами становится всё полнее, поэтому его внешность вводит преступников в заблуждение — Колльберг, производящий впечатление добродушного и медлительного увальня, проходил военную службу в десантных войсках, в критической ситуации он резок, быстр и очень силён. Предпочитает деликатесную еду и дорогие импортные спиртные напитки, в повседневной жизни любит сладкую выпечку и десерты. В разгар карьеры по трагической случайности застрелил своего коллегу, после чего отказался от ношения оружия. На протяжении декалогии Колльберг женится, обзаводится дочерью и сыном, а в итоге увольняется из полиции, но продолжает поддерживать дружеские отношения со своими бывшими коллегами, оказывая им те или иные консультации. Антагонист Гюнвальда Ларссона до событий, описываемых в книге «Негодяй из Сэфлё» (некоторое взаимопонимание между ними устанавливается уже в предыдущей книге), а затем становится его доброжелательным коллегой. Проживает на Паландергатан в южной части Стокгольма у станции метро «Шермарбринк» недалеко от Мартина Бека, поэтому порой встречается с ним в вагоне поезда либо подвозит его на собственной машине, а также имеет возможность иногда проводить вместе с ним свободное время, в основном, за игрой в шахматы.
- Фредрик Меландер[швед.] — инспектор полиции из отдела Мартина Бека, самый старший по возрасту. Служил вместе с Колльбергом в десантных войсках, но неясно, в какой должности, так как выдающихся физических качеств не проявляет. Обладает феноменальной памятью, совершенно неразборчивым почерком, абсолютно невозмутимым характером, потребностью спать по десять часов в сутки и удивительной способностью оказываться в туалете именно в ту минуту, когда им интересуется начальство. При этом в романе «Пропавшая пожарная машина» он показывает себя весьма квалифицированным и внимательным криминалистом. Отношения с коллегами на уровне простой корректности без признаков симпатий и антипатий. Старается избегать сверхурочной работы, из-за этого в конце серии переходит в отдел по борьбе с кражами, но комиссар Бек, с огромным уважением относясь к аналитическим способностям Меландера, иногда продолжает привлекать его к работе отдела убийств. Курит трубку. Экономен до скупости. Имеет летний домик на острове Вермдё, где с удовольствием проводит отпуска и выходные (точный адрес его неизвестен начальству и коллегам, что не позволяет вызывать его на службу в неурочное время). Женат на некрасивой, но доброй, пунктуальной и хозяйственной женщине, детей не имеют по трезвому расчёту. Проживает на Пульхемсгатан в шаговой доступности от центрального управления полиции.
- Гюнвальд Ларссон[швед.] — инспектор отдела по борьбе с насилием Стокгольмской криминальной полиции (появляется в третьей книге серии). Высокий, мощный и очень сильный человек, проходил службу в военно-морских силах, в дальнейшем несколько лет служил в торговом флоте. Сторонник силовых действий на грани законности, зачастую, как ни странно, оказывающихся эффективными. Противник защиты «чести мундира», за что не пользуется любовью ни начальства, ни подчинённых. Родился в аристократической семье, вхожей в высший свет Швеции, но полностью порвал отношения с родными, хотя и сохранил привязанность к качественно сделанным вещам, особенно одежде, обуви и автомобилям. Владеет экстравагантным для Швеции автомобилем марки EMW производства ГДР (скорее всего, EMW 340). Любит огнестрельное оружие внушительного вида, хотя никогда не применяет его по назначению, даже в случае угрозы для собственной жизни. Читатель легкой, «бульварной» литературы, в частности, романов Сакса Ромера. Терпеть не может алкоголь и табак, непримиримый враг наркотиков и проституции. Обладает резким, неуживчивым характером, убеждённый холостяк, детей не имеет. Несмотря на свое утончённое воспитание, имеет целый ряд машинальных привычек, характерных для простых людей: хрустеть пальцами, ковыряться в ушах или носу, выдергивать оттуда волосы и рассматривать их. Ко всем женщинам, как подозреваемым, так и свидетельницам и даже коллегам, относится весьма отстранённо, если не сказать отрицательно (редкий случай некоторого интереса проявляет только к подруге детства собственной сестры при случайной встрече — впрочем, и этот проблеск не имел продолжения). Имеет устойчивые антибуржуазные взгляды. Его единственный друг — Эйнар Рённ, полная противоположность Гюнвальду Ларссону, как физическая, так и эмоциональная. Проживает в квартире в высотном доме в южной части Стокгольма в микрорайоне Больмора (в некоторых переводах Бульмура).
- Эйнар Рённ[швед.] — также инспектор отдела по борьбе с насилием полиции Стокгольма, дружит с Гюнвальдом Ларссоном и как и тот неоднократно привлекается к расследованию дел, которые ведет Мартин Бек (упоминается в одном эпизоде второй книги серии, постоянный персонаж, начиная с третьей). Выходец из приполярного городка Арьеплуг, с виду неотёсанный провинциал, начинающий каждую фразу с «ну» или «угу», постоянно с красным от насморка носом, Рённ, тем не менее, является одним из лучших следователей Стокгольмской уголовной полиции. Практически не умеет стрелять, не владеет приёмами борьбы. Пишет очень мелким и плотным почерком, его отчеты отличаются своеобразным стилем, без смеха их способен читать только Ларссон. В отличие от Меландера, никогда не отказывается от сверхурочной работы. Женат на лапландке, имеет сына. Проживает на Виттангигатан на западе Стокгольма в районе Веллинбю.

## Награды и отличия
- В 1971 году Май Шёвалль и Пер Валё получили премию «Эдгар» за лучший роман криминального жанра («Смеющийся полицейский»).
- В 1987 году роман «Розанна» попал в книгу «100 лучших книг криминального и детективного жанра» («100 Best Crime & Mystery Books») Генри Китинга [1]
- В 1995 году роман «Смеющийся полицейский» занял 2-е место в категории «романов, в котором реалистично изображается работа полиции» из списка «100 лучших романов криминального жанра» ассоциации «Детективные писатели Америки» (Mystery Writers of America) [2]
- В 2008 году редакция газеты The Times поставила пару на 15-е место в списке крупнейших писателей-детективов всех времён, охарактеризовав их как «мать и отца северного криминального романа»[3]